# 守護領
守護領（しゅごりょう）とは、鎌倉時代から室町時代にかけて存在した守護の直轄地である所領のこと。
鎌倉時代の守護は本来、大犯三箇条の実行など治安に関する職責を果たす事が目的であって経済的な保障は存在しなかったと言われている。むしろ、この場合は兼務していた地頭職や在庁官人としての所領、恩賞として個別に獲得した所領が与えられていたと考えられている。とはいえ、守護の地位の強化に伴ってその地位を背景として押領や処罰された武家の所領の接収を行って所領の集積に勤めていった。
室町時代に入ると、守護たちは半済による兵粮料所確保や国衙領支配を通じて事実上の自己の所領としていき、室町幕府からも公認されるようになっていく。やがて、守護領国制の展開によって守護による一国支配が完成すると、守護領もその体系の中に組み込まれてゆく事になった。